# Jakub Kyšperský z Vřesovic
Jakub Kyšperský z Vřesovic (německy Jakob von Wrzesowitz, * kolem roku 1480, Kyšperk – 29. srpna 1526 u Moháče) byl český šlechtic, člen rodu rytířů (pozdějších pánů) z Vřesovic a královský podkomoří v letech 1523–1526.

## Život a kariéra

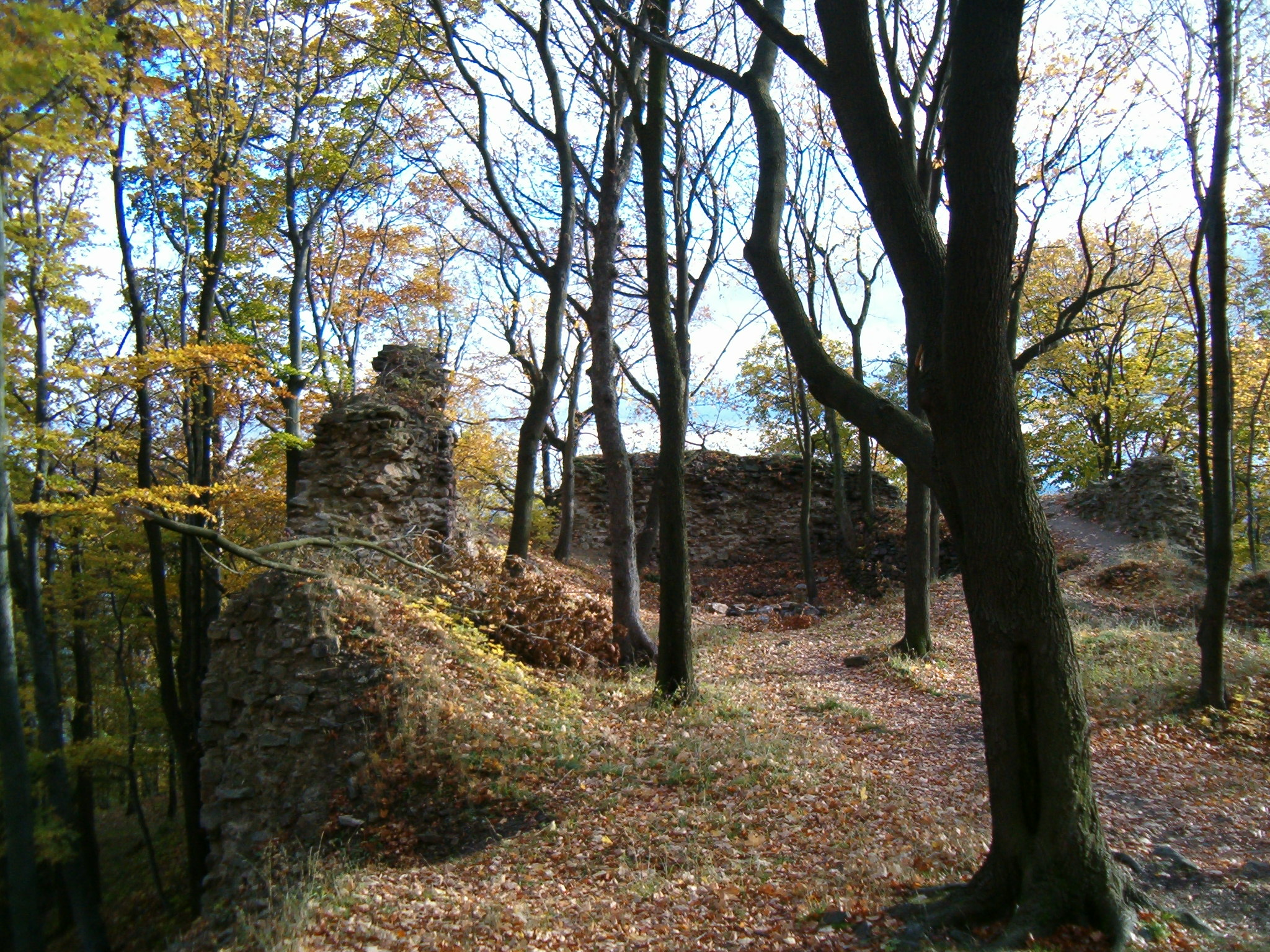
Pozůstatky hradu Kyšperka

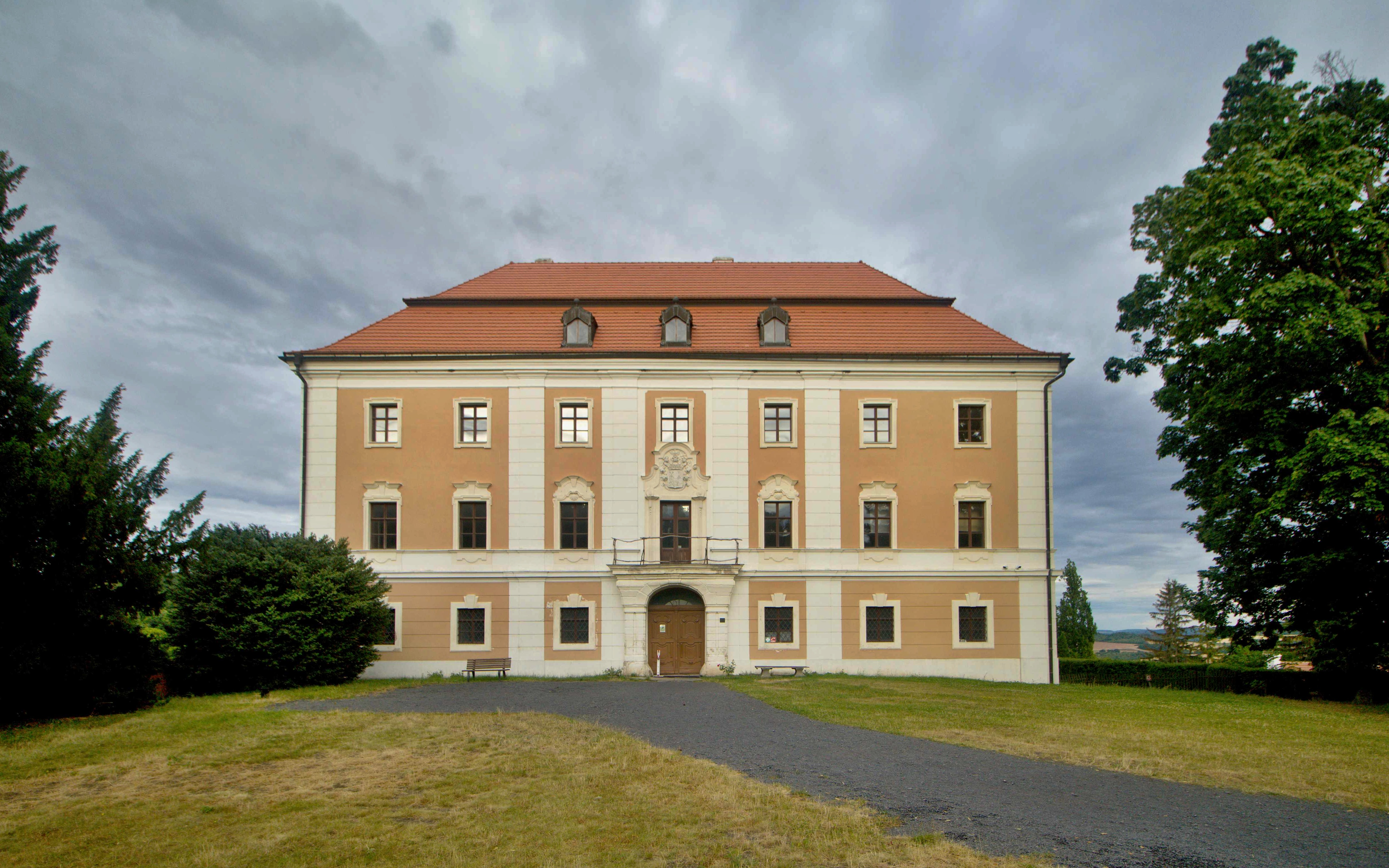
Zámek Valeč (podoba ze 17. století)

Jakub Kyšperský z Vřesovic na Valči byl pravnukem husitského hejtmana Jakoubka z Vřesovic. Jeho rodiči byli Jaroš Kyšperský z Vřesovic (asi 1445–1491) a patrně Barbora z Fictumu. Měl mladší bratry Albrechta a Václava.
Po otci zdědili tři bratři hrad Kyšperk, Jakub se však záhy svého dílu hradu vzdal (nebo jej prodal) a někdy na přelomu 15. a 16. století zakoupil panství Valeč.
V roce 1514 byl společně se Šebestiánem z Veitmile hejtmanem žateckého kraje. V témže roce se v Praze zúčastnil souboje s Barešem z Kamenice a rovněž povýšil Valeč na městečko a udělil mu znak, který je dosud užíván.
V roce 1519 byl členem poselstva Ludvíka Jagellonského (vedeného Ladislavem ze Šternberka), které mělo odevzdat český kurfiřtský hlas při volbě Karla V. římským králem.
Na počátku 20. let 16. století musel Jakub řešit nařčení z vraždy, ze které ho vinil jeho synovec Opl z Fictumu. V roce 1523 byl během reorganizace zemských úřadů jmenován podkomořím a tento úřad zastával až do své smrti. Jakub měl také velmi napjaté vztahy se Zdeňkem Lvem z Rožmitálu a Janem Pašku z Vratu, kteří se jej snažili o úřad připravit. Jakub se rovněž angažoval ve sporech o dědictví po Petru z Rožmberka, v němž stál na straně Jindřicha z Rožmberka.

## Smrt v bitvě u Moháče
Jakub Kyšperský z Vřesovic byl v létě roku 1526 na základě svého úřadu podkomořího pověřen velením vojsk vyslaných z českých měst proti postupujícím Turkům. Zemřel v bitvě u Moháče, kde se dle svědectví Starých letopisů českých uzavřel se svým vojskem mezi pavézy, což jej však před smrtí nezachránilo. Jakub po sobě zanechal 9 synů, kteří několik let po jeho smrti Valeč prodali.